# Ammodytes personatus
Ammodytes personatus es una especie de peces de la familia Ammodytidae en el orden de los Perciformes.

## Morfología
Los machos pueden llegar alcanzar los 15 cm de longitud total.

## Distribución geográfica
Se encuentra en el Pacífico noroccidental (desde el Mar del Japón hasta Hokkaido - Japón -) y en el Pacífico nororiental (Alaska ).